# Триба
Три́ба (лат. tribus) — таксономічна категорія в біології, що займає проміжне положення між підродиною і родом. Ранг триби прийнято Міжнародними кодексами ботанічної, зоологічної та бактеріологічної номенклатури. Застосовується для об'єднання близьких родів (наприклад, пирій, жито, пшениця, ячмінь та інші становлять трибу пшеничних Triticeae). Для латинських назв триб у номенклатурі рослин і бактерій прийнято закінчення -eae (наприклад, триба білоусових родини злаків — Nardeae), а в зоології — -ini (наприклад, триба браконінових — Braconini). Інколи триби поділяють на підтриби (subtribus).
У зоології стандартним закінченням назви зоологічного племені є «-ini». Прикладами є триби Caprini (козлоногі антилопи), Hominini (гомініни), Bombini (джмелі) і Thunnini (тунці). Деякі вчені поділяють плем'я Hominini на підряди; підряд Hominina включає в себе «людей». Стандартним закінченням для назви зоологічної підтриби є «-ina».
У ботаніці стандартним закінченням назви ботанічної триби є «-eae». Прикладами є триби Acalypheae та Hyacintheae. Триба Hyacintheae поділяється на підтриби, серед яких є підтриба Massoniinae. Стандартне закінчення назви ботанічної підтриби — «-inae».
У бактеріології форма назв триб така ж, як і в ботаніці, наприклад, Pseudomonadeae, заснована на назві роду Pseudomonas.